# Zygmunt Górka (geograf)
Zygmunt Górka (ur. 5 stycznia 1945 we Lwowie) – polski geograf, dr hab., profesor nadzwyczajny Instytutu Geografii i Gospodarki Przestrzennej Wydziału Biologii i Nauk o Ziemi Uniwersytetu Jagiellońskiego.

## Życiorys
Był synem Konrada Górki (zm. 1982) i Heleny Górki z d. Lisak (zm. 2000). Jego ojciec był sędzią, a następnie adwokatem, matka nauczycielką, a następnie księgową.
W 1963 ukończył I Liceum Ogólnokształcące im. Bartłomieja Nowodworskiego w Krakowie, w 1968 studia geograficzne na Uniwersytecie Jagiellońskim. Bezpośrednio po studiach rozpoczął pracę w Instytucie Geograficznym UJ. W 1974 obronił pracę doktorską Monografia I dzielnicy katastralnej miasta Krakowa–Śródmieście napisaną pod kierunkiem Karola Bromka, w 1987 uzyskał na podstawie pracy Śródmiejskie ośrodki usługowe wybranych miast Polski Południowej stopień doktora habilitowanego. 17 listopada 2005 nadano mu tytuł profesora w zakresie nauk o Ziemi. Przez całą karierę zawodową był związany Z Zakładem Geografii Ludności, Osadnictwa i Rolnictwa, kierował nim w latach 2001-2014. Został zatrudniony na stanowisku profesora nadzwyczajnego w Instytucie Geografii i Gospodarki Przestrzennej na Wydziale Biologii i Nauk o Ziemi Uniwersytetu Jagiellońskiego.
Zajmował się geografią społeczno-ekonomiczną, przede wszystkim zagadnieniami użytkowania ziemi i funkcji dzielnic śródmiejskich, od lat 80. także metodyką badań nad użytkowaniem przestrzeni.
Jest członkiem Komisji Geograficznej na IV Wydziale Przyrodniczym Polskiej Akademii Umiejętności.
W 1990 został odznaczony Złotym Krzyżem Zasługi, w 1999 Medalem Komisji Edukacji Narodowej.